# Tête de la Croix
Tête de la Croix är en bergstopp i Schweiz. Den ligger i distriktet Martigny och kantonen Valais, i den sydvästra delen av landet, 90 km söder om huvudstaden Bern. Toppen på Tête de la Croix är 2 429 meter över havet.